# 啓心郎
啓心郎 (仮名：ケイシン-ロウ, 拼音：qǐxīnláng) は、大清国太宗ホンタイジ治世から聖祖康熙帝治世にかけて存在した官職。満洲語ではᠮᡠᠵᡳᠯᡝᠨᠪᠠᡥᠠᠪᡠᡴᡡ (仮名：ムジレン･バハブク, 転写：mujilen bahabukü)。

## 沿革
清初の官制確立は実質的にホンタイジによる皇権強化のための重要な措置にほかならない。合議制から完全な集権制に改めるまでの過程において諸王ベイレからの抵抗が終始存在していたことは、啓心郎の設置の経緯にも現れている。
『天聰五年八旗値月檔』には、啓心郎設置の経緯について、諸王ベイレや大臣を啓蒙 (啓迪) するために「筆帖式ビトヘシ」を設置したという記載がある。つまり、啓心郎は本来、ビトヘシを母胎にそこから生まれた役職であると考えることができる。実際、その形成期には一般のビトヘシと区別するために「啓心郎筆帖式ビトヘシ」という呼称が与えられている。
ビトヘシは官制の最基層の文官として、記録や公文書の保管およびそのほかの筆記作業を担ったため、設置当初の啓心郎は決して高官といえるものでなかったが、しかし後世に定められた官位 (品級) やそれに伴って発生した作用から鑑みて、後の啓心郎は一般のビトヘシよりも遥かに高い地位にあったことがうかがえる。即ち、この経緯は、啓心郎にはその権威権限が絶えず強化向上してゆく過程があったことを物語っている。啓心郎が低級官吏として出発したことは、諸王ベイレの警戒心を削ぐ上で有効であった。

### 前史
啓心郎の設置は太祖ヌルハチのアイシン･グルン (後金) に於ける経営構想と歴史的に密接な繋りがある。天命8年 (1623) 旧暦2月、ヌルハチは八王ベイレを忠直に働かせる為に「掛文啓示者」という一種の官吏を設けた。ここで「掛文」とは、
```
古時、
汗
ハン
、貝勒
ベイレ
の居心邪惡にして衰敗し、存心善良にして興りし實例を以て、之を錄して頂に掛け、貝勒
ベイレ
の身を離れること勿く、常に以て之を展示し、之をして忘るる無から使め著
し
めむ。
[
4
]
```

「昔の君主が私欲の虜となって国を潰し、反対に善良な心を保ち続けて国が栄えたという歴史事実を、文字にして頭に掛け、自らの主君たる王ベイレの傍を離れず、常にその教訓を示して目に焼きつかせ、忘れないようにさせよ」という指示に因む。本当に頭から吊るさせたのか、将た又た、故事を覚えて何時でも引用できるようにしておけという喩え話なのかはさて置き、ヌルハチはこの「掛文啓示者」を設けることで、それぞれの主君が正しい道から逸れないよう監視することを期待した。その具体的な役割については以下のように述べている。
```
八貝勒
ベイレ
家の捕獲せる
東珠
、及び
貂
、
猞猁
以下、灰銀鼠、黄鼠以上の各色の
皮張
、鳥羽、食む所の果子等、凡て八家に進る物は、皆な獲主の姓名、獲物の数目を將て具文して送來し、爾
なんぢ
等、貝勒
ベイレ
の爲に文を掛ける四人に由り之を收め、并せて其の優劣を視て價を核へ、八家に由り之を均分すべし。
[
4
]
```

「八王の家がそれぞれに得た真珠や毛皮、果ては鳥や果物まで全ての財貨は、獲得主の姓名ならびに獲得した数量を文書にして、併せて送り届けさせ、主君たる王ベイレに諫言する立場の汝ら四人はその獲得物を受け取り、併せてその財貨の価値をみきわめて八等分し分配せよ」
つまり王ベイレが汗ハンに隠れて私服を肥やしたり、公事に私情を挟んだりするようなことをさせないように、汗ハンの耳目として監視させることがその主な狙いであった。
```
貝勒
ベイレ
干涉することを得ず、爾等に由り辦理せらるるに任すべし。貝勒
ベイレ
若し此の諭に聽從せず、此文を觀ず、己の得る所を他人に於いて多からむと欲して獲る所の物を隱匿し、或ひは他人の短を好談する者の、而して己の非を談ずるを准
ゆる
さざる者は、即ち「我が貝勒
ベイレ
は汗
ハン
の頒する所の書を閲せず、訓言を聽かず。我之を諫むれど從はず」等の詞を以て、先づ爾の同事の人に告げ、再た諸大臣に上告し、大臣の商議を經て後、則ち再た七王に告げ、然る後、汗
ハン
に上奏すべし。設けらるる文を掛ける人凡て、貝勒
ベイレ
の過惡を知りて言はざる者、亦た烏勒琿孟古、阿希布の如く死を論ぜむ。
[
4
]
```

「諸王ベイレは干渉せず、『掛文啓示者』が処理するに任せることとする。もし王ベイレがこの指示に遵わず、他より多く得ようとして獲得物を匿したり、或いは自分の粗探しはさせぬくせに他人の短所や缺点ばかり突こうとしたら、『汗ハンの仰つけで御座りますれば、と諫言し申しましたが、お聴き入れなさらず……。』とまづは他の三人の同僚に相談し、その上で諸大臣に告訴して判断を仰ぎ、更に他の七王ベイレに告訴し、最後に汗ハンに上奏せよ。自らの主君たる王ベイレの過失や悪行を知って敢えて諫言せざる者には死を賜う。」
ヌルハチの指示したこの面倒な工程は、やがて「掛文啓示者」という役職を有名無実化させた。しかしホンタイジはこのヌルハチの構想に着想を得て、啓心郎という官職の設置に至った。ホンタイジは諸王ベイレを監視させるための人間をそれぞれの目先に置きたいと考えたものの、露骨にいけば当然反感を買ってしまう。そこで、父が定めた制度を因襲するという名目で以て、反発を抑えることに成功した。

### 天聡五年：六部
啓心郎が初めて設置された時期は定かでないものの、『清太宗文皇帝實錄』に拠れば、後金天聡5年 (明崇禎4年, 1631) 旧暦7月に清太宗ホンタイジが六部を創設した際、十四弟ドルゴンが吏部の管事 (取締) に任命され、ヘシェリ氏ソニンが同部啓心郎に任命されていることから、遅くともこの時期には一種の官職として確立していたとみられる。従って啓心郎の生みの親はホンタイジということになる。
但し同実録に拠れば、六部 (吏・戸・礼・兵・刑・工) それぞれに着任した啓心郎はどれも満洲人であり、漢啓心郎 (漢人の啓心郎) の記載は工部にしかみられない。また同実録に拠れば、漢啓心郎が六部すべてに出揃うのは崇徳3年 (明崇禎11年, 1638) である為、漢啓心郎の正式な設置について学界では長らく崇徳3年説が採られてきた。
しかし『天聰五年八旗値月檔』が出版されるに及んで崇徳3年説は信憑性を失った。「値月檔」(値は値宿とのゐ、檔は書きつけの意) は、八旗を二旗一組にわけて一箇月交替で宿直させ、その期間中に発生した事件などを日々記録させたもので、『清實錄』の参照元たる重要な基礎史料の一つとされる。同史料には満洲啓心郎、漢啓心郎が二名ずつ記載されているが、これは崇徳3年説を真向から否定するものである。
実録編纂時にあえて満洲を一名、漢軍を工部の二名のみとしたことは何かしらの理由があってのことと考えられるが、関聯史料の乏しさ故に詳かでない。一説には後の功績や影響力などを反映した結果とされ、その根拠の一つとして特に二人の漢啓心郎が清朝の重用を受けたこと、すなわち羅繡錦が河南巡撫と四川総督を、馬鳴珮が倉場総督、宣大総督、江南江西総督をそれぞれ歴任したことが指摘されている。
下の表は六部創設当初に管事 (取締) を務めた諸ベイレと満漢の啓心郎をまとめたものである。尚、『太宗文皇帝實錄』には現れず「値月檔」にのみみられる被選任者は丸括弧 (　) で囲った。
|      | 管事               | 啓心郎 (満洲)      | 啓心郎 (満洲) | 啓心郎 (漢) | 啓心郎 (漢) |
| ---- | ------------------ | ------------------ | ------------- | ----------- | ----------- |
| 吏部 | 多爾袞ドルゴン     | 索尼ソニン         | (囊吉圖)      | (白應頻)    | (吳景陶)    |
| 戸部 | 德格類デゲレイ     | 布丹ブダン         | (巴都禮)      | (晉珠)      | (朱虎珠)    |
| 礼部 | 薩哈廉サハリヤン   | 祁充格キチュンゲ   | (敦拜)        | (齊國如)    | (吳延祖)    |
| 兵部 | 岳託ヨト           | 穆成格ムチュンゲ   | (布楞)        | (丁萬尚)    | (趙福星)    |
| 刑部 | 濟爾哈朗ジルガラン | 額爾格圖エルケトゥ | (伯頓)        | (王廷暄)    | (辛兆吉)    |
| 工部 | 阿巴泰アバタイ     | 苗碩渾ミオショホン | (査布海)      | 羅繡錦      | 馬鳴佩      |

### 崇徳三年：八衙門
崇徳3年 (1638) 旧暦6月、ホンタイジは「蒙古衙門」を「理藩院」に改称した。翌7月には八衙門 (六部・理藩院・都察院) の官制が更められ、『清實錄』の記載上、ようやく六部に満漢両方の啓心郎が出揃った (礼部の漢啓心郎のみは「二員」とだけ記載)。実録に拠ればこの時理藩院にも啓心郎が設置されたが、選任されたのは満洲の「敦多惠」ただ一人だけで、漢啓心郎については記載がない。研究に拠れば理藩院の漢啓心郎はその後も設置されなかった。
八衙門のうちの残り一つ都察院の啓心郎設置については、実録に記載されていないものの、研究に拠れば理藩院に数年おくれた崇徳7年 (1642) 旧暦10月頃とされる。順治2年 (1645) 閏6月には六部の満洲啓心郎の位階が三品、都察院と理藩院の満洲啓心郎、および六部の漢啓心郎が四品と定められた。尚、都察院に設置された啓心郎もやはり満洲啓心郎のみだが、研究に拠れば、こちらは更に遅れること順治4年 (1647) 旧暦10月に漢啓心郎が設置されている。
下表は崇徳3年 (1638) に八衙門の官制が更改された時点での啓心郎の一覧。尚、この時までに六部創設時の啓心郎は満漢ともに何人かが交代している (太字)。
|        | 承政                 | 啓心郎 (満洲)      | 啓心郎 (漢)    | 啓心郎 (漢)    |
| ------ | -------------------- | ------------------ | -------------- | -------------- |
| 吏部   | 阿拜                 | 索尼ソニン         | 董天機         | 焦安民         |
| 戸部   | 英俄爾岱イングルダイ | 布丹ブダン         | 張尚           | 蘇弘祖         |
| 礼部   | 滿達爾漢             | 祁充格キチュンゲ   | 二員 (孫應時?) | 二員 (孫應時?) |
| 兵部   | 伊孫                 | 詹霸ジャムバ       | 丁文盛         | 趙福星         |
| 刑部   | 郎球                 | 額爾格圖エルケトゥ | 申朝紀         | 王廷選         |
| 工部   | 薩穆什喀             | 喀木圖             | 馬名珮         | 王來用         |
| 理藩院 | 博洛                 | 敦多惠             | -              | -              |
| 都察院 | 阿什達爾漢           | -                  | -              | -              |

### 順治九年：宗人府
順治8年 (1651) にドルゴンから執政権を奪回した世祖順治帝は、翌9年 (1652) 旧暦4月に宗人府衙門を設置し、6月には宗人府にも啓心郎を選任した。
尚、『清史稿』巻114に拠れば、当初の啓心郎は理事官相当職であったらしいが、順治9年 (1652) 以降は侍郎 (次官級) 相当職とされた。『满汉大辞典』ではその位階を侍郎以下、郎中以上とする。

### 順治十五年：廃止
やがて各部各院の官僚制度が整備されて執政者が王やベイレでなくなると、啓心郎は必要とされなくなった。
```
向
さき
來
より
、各部院の事務は、王、貝勒
ベイレ
等が管理するよう設け有れば、因りて啓心郎を設けき。後止みて、尚書等の官を設けき。故に、啓心郎を將て盡
ことごとく
裁去す。
```

順治帝が後に上記の発言をしていることから、当初の啓心郎の設置は王やベイレら宗室による執政に対するものであったという経緯が知れる。順治15年 (1658) には宗人府を除く全部院の啓心郎が満漢ともに廃止された。そして15年ほど遅れた康熙12年 (1673) に宗人府の啓心郎も廃止されたことで、啓心郎は短い歴史に幕をとじた。

## 職務

### 啓迪主心
```
朕、爾
なんぢ
等を以て啓心郎と爲す。爾等、當
まさ
に名を顧み義を思ひ、厥職を克
よ
く盡すべし。各部の諸
貝勒
ベイレ
の如き、過失有るは凡て、爾等之を見たらば、即ち明言し、以て其の心を啓迪し、改悔するを知ら俾
し
むべし。
```

『太宗文皇帝實錄』には太宗ホンタイジの上の発言がみられ、そこには「啓心郎」について、執務する諸王ベイレの心を「啓ひらき迪みちびき」(＝啓蒙し)、過失について悔い改めさせることが務めであると触れられている。

### 不得参政
同じくホンタイジの発言として、
```
啓心郎、
部
事に干預するを得ず。但
ただ
各貝勒
ベイレ
の後に坐し、儻
も
し差謬有らば、則ち其の心を啓く。
```

とあるように、啓心郎は政務に直接の干渉をしてはならず、政務官の過ちを糺すことを主務とする点で、行政官ではなく監察官に近い存在であることがわかる。

### 翻訳保密
順治元年 (1644) に大清国が北京入城を果すと、明朝から投降した大量の文官や、科挙で選抜された漢人の挙人などが清朝の統治階層に組み込まれ、その結果、満漢両語における言語的障碍が日増しに顕在化するようになった。これが啓心郎をして、清朝の統治階層に於ける満漢翻訳という重任を担わしめることになった。
昭槤 (ヌルハチ仍孫) が編纂した『嘯亭雜錄』の巻2「啟心郎」には以下の記述がみられる。
```
國初、滿大臣
漢語
を解せず。故に每部啟心郎一員を置き、
國語
に通曉する漢員を以て之を爲す。
```

上にみた通り、啓心郎は満洲・漢軍ともに選任されている為、「啓心郎＝漢員」とするのは誤りであるが、『嘯亭雜錄』は道光年間 (19世紀) に書かれている為、この頃の認識としては既に当初の監視・監督的役割が忘れ去られ、後に派生的に生じた翻訳官としての業務がその主務と考えられていたということが窺える。
啓心郎が翻訳官の業務を担っていたことは、順治2年 (1645) 旧暦6月の観察御史・高去奢の奏上文において垣間見ることができる。
```
今、六部の奏事は凡て、須く各部の啓心郎に由り翻譯さるべしと聞く。此の間、如し係
これ
忠順者ならば如實に禀告す可く、皇帝も亦た諸大臣の誠悃を熟知す可し。如し奏事係
これ
啓心郎本人に關はり有るは、則ち其の話音一轉し、言を巧みに更改して、即ち萬里の遥を差
たが
ひ、己と干
かかは
る無し。而して皇帝の、諸官入内し覲見するを允准する意も、亦た徒勞なり。
[
24
]
```

「六部からの上奏は全てそれぞれに隷属する啓心郎が翻訳した上で奉呈すべしと聞きましたが、忠実に翻訳する啓心郎であれば、陛下も諸大臣の考えを知ることができましょうが、翻訳を担う啓心郎本人に係ることとなると、啓心郎は幾らでも話の筋を書き換えて責任逃れをすることができてしまいます。そうなれば陛下が官僚らから直接話をきこうという思し召も無駄になってしまいます。」
高去奢は大清国に投降した明朝の官吏で、鋭い観察眼は啓心郎の清初の政局における作用をみぬいていたが、順治帝に従って北京入城を果した清朝旧臣は、啓心郎の作用を更に重く視ていた。対して、元は明の游撃で天聡5年に総兵・祖大寿とともに投降した劉武元 (南贛巡撫) の認識は八旗内部の意見を反映しているといえる。
```
啓心郎を設け以て機密を奏せむ。夫れ督撫の下、一の中軍旗鼓に過ぎざる而已
のみ
にして、左右皆な漢人なり。機密軍情は凡て必ずしも心腹の如き人にして與に相ひ商酌す可き者ならず。即ち密切有りて奏聞するに、一
ひとたび
繕寫を經なば、疏未だ發せずして傳聞已に遍からむ、關る所重大なり。臣愚以爲
おも
へらく、當に各部の例に照して、
督撫
衙門は凡て、宜しく滿洲啓心郎を一員設け、緩急をして商榷するを得さ使めむべし。……」
```

劉武元の提案は採用されなかったものの、この奏上から、啓心郎は翻訳業務を担ったというにとどまらず、更に重要なこととして、機密保持の強化に一役買っていたことがわかる。

## 脚註

### 註釈
1. ↑  参考：「mujilen」は名詞で「心」。「bahabukü」は動詞「bahambi」(得る) に補助動詞「bumbi」(-てやる) がついた「bahabumbi」の名詞化した語。全体で「心を得させる (＝得心させる) コト/ヒト」の意。
2. ↑  参考：『太宗文皇帝實錄』巻30 (崇德1年6月27日段1969) に見られる「朱 國柱guó-zhù」が「朱 虎珠hǔzhū」と同一人物だとすれば、この人物は六部設置から八衙門の官制更改 (後述) の直前まで啓心郎を務めたことになる。
3. ↑  参考：『太宗文皇帝實錄』巻30 (崇德1年6月27日段1969) に見られる「武wǔ延祚yán-zuò」が「吳wú延祖yán-zǔ」と同一人物だとすれば、この人物は六部設置時に着任して以来、崇徳1年までは在任だったことになる。
4. ↑  参考：『太宗文皇帝實錄』巻5 (天聰3年4月1日段937)「上命儒臣、分爲兩直……巴克什・庫爾纏、同筆帖式・……詹霸等四人、記注本朝政事……」巻38 (崇德2年8月9月24日段2214) 「穆成格訊明情節、有心壅遏……啓心郎・穆成格、革牛彔章京職、解部務及牛彔任、鎖禁兩月、仍鞭一百、罰銀百兩。」巻41 (崇德3年4月1日段2300)「……兵部啓心郎・詹霸……」。
5. ↑  参考：『太宗文皇帝實錄』巻9 (天聰5年7月8日段1165)「工部……羅繡錦、馬鳴珮、爲漢啓心郎。」巻18 (天聰8年4月26日段1598)「初、命禮部、考取通滿洲、蒙古、漢書文義者、爲舉人。取中滿洲習滿書者……敦多惠……漢人習漢書者……羅繡錦……王來用……共十六人俱賜爲舉人。」巻29 (崇德1年5月3日段1948)「議敘內院官員、陞……羅碩羅繡錦、爲內國史院學士。詹霸仍爲內秘書院學士。」
6. ↑  参考：崇徳3年の表と天聡5年の表にある漢啓心郎の氏名を普通話拼音にして覧較べると、発音が明らかに対応 (同音異字或いは発音類似) している：兵部の「丁 萬尚wàn-shàng」と「丁 文盛wén-shèng」；刑部の「王 廷暄tíng-xuān」と「王 廷選tíng-xuǎn」；刑部の「辛xīn兆吉zhào-jí」と「申shēn朝紀zhāo-jì」；もしこの数組が同じ人物の別表記であるとすれば、兵部と刑部の漢啓心郎については六部設置以来ということになる。
7. ↑  参考：『太宗文皇帝實錄』巻30 (崇德1年6月27日段1969)「以……吏部・焦安民、董天機、戶部・朱國柱、高士俊、禮部・武延祚、孫應時、兵部・趙福星、丁文盛、刑部・申朝紀、王廷選、工部・馬鳴佩、王來用、爲二等……。」『太宗文皇帝實錄』巻40 (崇德3年1月30日段2262)「漢啓心郎・高士俊、朱國柱……」
8. ↑  参考：『太宗文皇帝實錄』巻30 (崇德1年6月27日段1969)「上命分內三院學士、舉人、生員、都察院參政、六部啓心郎、贊禮官、管倉生員、稅課生員爲四等。……以……禮部・武延祚、孫應時……爲二等。」巻43 (崇德3年8月4日段2354)「禮部承政・祝世昌條奏『俘獲敵人之妻。不可令其爲娼伎。』一疏、奉旨切責。至是、命……諸漢官會訊世昌『此疏與誰共議。』供云『我自為之。文有不順者。啓心郎・孫應時曾爲改正。甲喇章京姜新、馬光先亦觀之。二人咸稱善、欲列名、我不允、因自行陳奏。』問姜新、馬光先、供云『我等觀之稱善。然、並無列名之說。』問孫應時、供云『改正是實。』……諸漢官、遂公議『世昌身在本朝、其心猶在明國、護庇漢人。與姦細無異、……應論死。籍其家・孫應時爲啓心郎、反代爲改正、實係世昌同謀、亦應論死。』上命『……祝世昌……發邊外席北地方安置。……孫應時依議正法。』」
9. ↑  参考：「伊かれの孫」の意味だが、「伊」が誰を指しているのか判然としない。
10. ↑  参考：『太宗文皇帝實錄』巻40 (崇德3年1月20日段2256)「授刑部啓心郎・王廷選、爲牛彔章京…賜王廷選敕書曰『爾由生員出身、任爲刑部啓心郎、六年考滿、諳通國語、勤勞稱職、是用、授爾爲牛彔章京」
11. ↑  参考：『太宗文皇帝實錄』巻15 ( 天聰7年9月1日段1498)「遣……苗碩渾、奏報俘獲人口……」苗碩渾についてはこれ以降記載なし。巻20 (天聰8年閏8月30日段1690)「上深念久之、至三日、謂文館龍什……喀木圖、……曰、」巻42 (崇德3年7月25日段2348)「工部……啓心郎三員、滿洲・喀木圖……」
12. ↑  参考：『太宗文皇帝實錄』巻14 (天聰7年5月6日段1439)「上遣文館・覺羅龍什、……敦多惠、傳諭諸貝勒曰……」巻18 (天聰8年4月26日段1598)「初、命禮部、考取通滿洲、蒙古、漢書文義者、爲舉人。取中滿洲習滿書者……敦多惠……共十六人俱賜爲舉人。」巻42 (崇德3年7月25日段2348)「理藩院……啓心郎・敦多惠……」巻43 (崇德3年8月29日段2367)「以……敦多惠爲理藩院啓心郎」

### 典拠
1. ↑  “ᠮᡠᠵᡳᡳᡝᠨ ᠪᠠᡥᠠᠪᡠᡴᡡ mujiien bahabukuu”. 新满汉大词典. 新疆人民出版社. p. 559. "〈官〉启心郎 (清初官名，置于各部，掌校理汉文册籍，以沟通汉、满语言的隔阂，备顾问)。"
2. 1 2 3 4 5 6 7 8 9 10 11  “启心郎与清初政治”. 史学月刊.
3. ↑  “天聰五年八旗值月檔二”. 历史档案. 不詳. (2001)
4. 1 2 3   滿文老檔. 中華書局. pp. 412-413
5. ↑  “天聰5年7月8日段1165”. 太宗文皇帝實錄. 9. 不詳
6. ↑  一、启心郎之设置. “启心郎考”. 历史研究.
7. 1 2 3  “崇德3年7月25日段2348”. 太宗文皇帝實錄. 42. 不詳
8. 1 2 3 4 5 6  一　启心郎的设置及满汉差异. “启心郎与清初政治”. 史学月刊.
9. ↑  注释 ①. “启心郎与清初政治”. 史学月刊.
10. ↑  “崇德3年6月29日段2335”. 太宗文皇帝實錄. 42. -
11. ↑  清代档案史料丛编, ed (1990) (中文). 盛京吏户礼兵四部文. 北京: 中华书局. p. 90. "前都察院无启心郎……奉上命以弘文院笔帖式镶红旗下浑达为都察院启心郎"
12. ↑  “順治2年閏6月12日段3642”. 世祖章皇帝實錄. 18. 不詳
13. ↑   (中文) 清初内国史院满文档案译编. 北京: 光明日报出版社. (1989). p. 120. "都察院原无汉启心郎，现以镶黄马光辉牛录下马思约、正蓝江川牛录下江国柱为汉启心郎"
14. ↑  “順治9年4月24日段5360”. 世祖章皇帝實錄. 64. 不詳
15. ↑  “順治9年6月10日段5395”. 世祖章皇帝實錄. 65. 不詳
16. ↑  “職官一 (宗人府)”. 清史稿. 114. 清史館
17. ↑  “ᠮᡠᠵᡳᠯᡝᠨ ᠪᠠᡥᠠᠪᡠᡴᡡ”. 满汉大辞典. 遼寧民族出版社. p. 781. "〈官〉启心郎，系清初官名，居于侍郎之下郎中之上，后裁。"
18. ↑  “順治18年5月16日段8097”. 聖祖仁皇帝實錄. 2. 不詳
19. ↑  “順治15年7月23日段7171”. 世祖章皇帝實錄. 119. 不詳. "啓心郎、原、因諸王、貝勒管理部院事務而設。今、宗人府啓心郎仍照舊。其餘部院、滿漢啓心郎、俱著裁去、照原品另用。"
20. ↑  “康熙12年8月6日段11097”. 聖祖仁皇帝實錄. 43. 不詳
21. ↑  “天聰6年8月8日段1345”. 太宗文皇帝實錄. 12. 不詳
22. ↑  “天聰7年10月10日段1518”. 太宗文皇帝實錄. 16. 不詳
23. ↑  “啟心郎”. 嘯亭雜錄. 2. 不詳
24. ↑   清初内国史院满文档案译编. 北京: 光明日报出版社. (1989). p. 73. "(沈一民「启心郎与清初政治」で引用。)"

## 典拠

### 實錄
- 『滿文老檔』＊中華書局, 1990 (沈一民の論文「启心郎与清初政治」において引用)
- 馬佳･図海, 他『太宗文皇帝實錄』順治6年 (1649) (漢) ＊中央研究院歴史語言研究所版
- 巴泰, 他『世祖章皇帝實錄』康熙11年 (1672) (漢) ＊中央研究院歴史語言研究所版
- 富察･馬斉, 張廷玉, 蒋廷錫, 他『聖祖仁皇帝實錄』雍正9年 (1731) (漢) ＊中央研究院歴史語言研究所版

### 史書
- 趙爾巽, 他100余名『清史稿』清史館, 1928 (漢) ＊中華書局版

### 其他
- 愛新覚羅･昭槤『嘯亭雜錄』光緒1年 (1875) (漢) ＊商務印書館版

### 論文
- 『历史研究』人民出版社?, 2006, 第1期, 邸永君「启心郎考」(「中華文史網」転載, 2006。一部修改あり)
- 『史学月刊』河南大学, 2006, 第6期, p.31-36, 沈一民「启心郎与清初政治」(「中華文史網」転載, 2012)
- 『立命館文学』立命館文学人文学会, 2010, 619号, 磯部淳史「清朝における六部の設置とその意義 - 太宗の『集権化』政策の一例として -」(満洲人のカナ表記は本論文に依拠)

### 辞典
- 安双成『满汉大辞典』遼寧民族出版社, 1993 (中国語)
- 胡增益 (主編)『新满汉大词典』新疆人民出版社, 1994 (中国語)

### Webサイト
- 栗林均「モンゴル諸語と満洲文語の資料検索システム」東北大学
- 「明實錄、朝鮮王朝実録、清實錄資料庫」中央研究院歴史語言研究所 (台湾)
- 「中華文史網」国家清史編纂委員会 (中華人民共和国国務院文化和旅游部清史纂修与研究中心)